# 大好き!
『大好き!』（だいすき）は、水沢めぐみによる日本の少女漫画作品。

## 概要
本編は、『りぼんオリジナル』2005年8月号、10月号および2006年2月号に連載された。全3回。また、番外編『大好き! 〜朝の15分〜』は、『りぼん2007年お正月超びっくり大増刊号』に掲載された。

## あらすじ
中学生の千南は駿のことが好き。しかし大親友の紗也から、駿が好きだと打ち明けられてしまい……。番外編は高校生になった千南たちの物語。

## 主な登場人物
森永千南（もりなが ちな）
中学生の女の子。クラスは2年B組。呼び名は「ちま」「ちなっち」など。趣味が子供っぽいと、同学年の女子たちにからかわれている。ひそかに小嶋に恋しているが、紗也も小嶋に恋していることを知り、思い悩む。
野川紗也（のがわ さや）
中学生の女の子。クラスは2年A組。呼び名は「さやちん」「さーやん」など。千南の親友だが、小嶋のことが好きだと千南に告白し、千南を悩ませる。千南と二人で、「ちな&さや 極秘ファイル」というタイトルの交換ノートをつけている。小嶋のことが原因で千南と絶交するが、最後にはまた仲直りする。
小嶋駿（こじま しゅん）
中学生の男の子。クラスは野川と同じ2年A組で、千南と同じ委員会に所属。足が速く、運動会のクラス対抗リレーでは松尾とトップを争う。4年前に母親を亡くしている。仲直りした森永と野川の二人から同時に告白されるが、結局両方ともふってしまう。
松尾祐希（まつお ゆうき）
中学生の男の子。クラスは千南と同じ2年B組。小嶋の親友。やはり足が速く、運動会のクラス対抗リレーでは小嶋とトップを争う。
実由（みゆう）
小嶋の妹で、幼稚園児。小嶋が母親のかわりに面倒を見ている。

## コミックス
『りぼんマスコットコミックス』No.1727。
2007年2月15日発売 ISBN 9784088567273